# Materialists
Materialists is een Amerikaanse romantische komedie uit 2025 geregisseerd, geschreven en mede geproduceerd door Celine Song. De film ging op 12 juni 2025 in première.

## Verhaal
De film volgt de professionele koppelaarster Lucy die in New York een relatie start met een rijke man. Eenmaal in de relatie komt Lucy erachter dat ze nog gevoelens heeft voor haar voormalige liefde die inmiddels platzak is. Ze komt hierdoor in een toxische driehoeksverhouding terecht, waardoor haar band met haar cliënten in het gedrang komen.

## Rolverdeling
| acteur             | personage       |
| ------------------ | --------------- |
| Dakota Johnson     | Lucy            |
| Chris Evans        | John            |
| Pedro Pascal       | Harry Castillo  |
| Zoë Winters        | Sophie          |
| Marin Ireland      | Violet          |
| Dasha Nekrasova    | Daisy           |
| Emmy Wheeler       | Rose            |
| Louisa Jacobson    | Charlotte       |
| Eddie Cahill       | Robert          |
| Sawyer Spielberg   | Mason           |
| Joseph Lee         | Trevor          |
| John Magaro        | Mark P.         |
| Nedra Marie Taylor | Audrey          |
| Sietzka Rose       | Eleanor         |
| Halley Feiffer     | Patricia        |
| Madeline Wise      | Beth            |
| Ian Stuart         | Logan           |
| Dan Domenech       | Ron             |
| Emiliano Díez      | vader van Harry |
| Rachel Zeiger-Haag | Jenn            |
| Alison Bartlett    | Jaime           |
| Lindsey Broad      | Linda           |

## Achtergrond
De film werd geregisseerd, geschreven en mede geproduceerd door Celine Song, voor de productie werd zij bijgestaan door David Hinojosa, Christine Vachon en Pamela Koffler. De muziek voor de film werd gecomponeerd door Daniel Pemberton. De opnames van de film gingen op 29 april 2024 van start in New York, Verenigde Staten en werden afgerond in juni 2024. Hoofdrollen in de film zijn weggelegd voor onder anderen Dakota Johnson, Chris Evans en Pedro Pascal.

## Release en ontvangst
Op 18 maart 2025 werd de eerste trailer van de film naar buiten gebracht. Materialists werd door distributeur A24 op 13 juni 2025 in de Verenigde Staten in de bioscopen uitgebracht. De Nederlandse première vond een dag eerder, op 12 juni 2025, plaats. De internationale distributie zal verzorgd worden door Sony Pictures Releasing International en Stage 6 Films.
De film werd door recensenten in het algemeen positief ontvangen. Op Rotten Tomatoes heeft de film een score van 81% op basis van 205 beoordelingen. Metacritic komt op een score van 69/100, gebaseerd op 44 beoordelingen.

### Kassaopbrengsten
Materialists ging op 13 juni 2025 in de Amerikaanse bioscopen in première naast How to Train Your Dragon met de verwachting van een bruto-opbrengst in het openingsweekend van 8 à 9 miljoen Amerikaanse dollars in 2844 bioscopen. De film bracht uiteindelijk 12 miljoen dollar op in zijn openingsweekend en eindigde daarmee op de derde plaats aan de kassa. Op 15 juni 2025 had de film, samen met de opbrengst van 3,5 miljoen dollar in de andere gebieden, een totale opbrengst van 15,5 miljoen dollar.